# Água Viva (peça de teatro)
Água Viva é uma peça teatral brasileira. Baseada no livro homônimo de Clarice Lispector e dirigida por Maria Pia Scognamiglio, sua trilha sonora foi composta por Egberto Gismonti. Estreou em abril de 2003 no Teatro Villa-Lobos no Rio de Janeiro e viajou por diversas capitais brasileiras nas temporadas seguintes. Já acumulou mais de 40 mil espectadores até junho de 2006, quando estreou em Campos dos Goytacazes, no estado do Rio de Janeiro.

## Elenco
A atriz Susana Vieira estrela a peça como única atriz neste monólogo. Ela é acompanhada por dois dançarinos.

## Sinopse
Ao escrever uma carta a um ex-amante, a protagonista revive as emoções do relacionamento desfeito. O ato íntimo de escrever a transporta para as paixões, o erotismo e as brincadeiras de amor.
O palco é dividido em dois planos. A escritora ocupa o plano da realidade enquanto uma dupla de bailarinos dança as imagens e fantasias que ela cria no plano mítico.